# Дымчатые коршуны
Ды́мчатые ко́ршуны (лат. Elanus) — род хищных птиц из подсемейства дымчатых коршунов (Elaninae) семейства ястребиных (Accipitridae).
В состав рода включают четыре вида:
- Elanus axillaris — Черноплечий дымчатый коршун
- Elanus caeruleus — Чернокрылый дымчатый коршун
- Elanus leucurus — Белохвостый дымчатый коршун
- Elanus scriptus — Буквокрылый дымчатый коршун

Дымчатые коршуны — птицы открытых пространств. В окраске преобладают серый и белый цвета, на крыльях — чёрные отметины. Хвост короткий и прямой. Охотятся, медленно облетая местность в поисках грызунов и других мелких млекопитающих, птиц и насекомых, иногда зависая на месте подобно пустельге.